# Ajutthaja
Ajutthaja (taj. พระนครศรีอยุธยา, RTGS Phra Nakhon Si Ayutthaya) – miasto w Tajlandii, stolica prowincji Ajutthaja, położone kilkadziesiąt kilometrów na północ od Bangkoku. Liczba ludności: 140 000 (2014).

## Historia
Miasto powstało w roku 1351 (po zniszczeniu Lop Buri przez epidemię ospy), a jego założycielem był król Ramathibodi I. Ajutthaja szybko rozwinęła się do dużego miasta handlowego ze szlakami do Chin i Indii, a do XV wieku tutejsi władcy podporządkowali sobie większą część terytorium współczesnej Tajlandii, tworząc królestwo Ajutthaji. Na przełomie XVII i XVIII wieku mieszkało tu około miliona osób, czyli tyle co w Londynie i Paryżu razem wziętych. Miasto poprzecinane było siecią kanałów, a część populacji żyła na łodziach. Zamieszkiwali tu kupcy wielu narodowości, w tym Chińczycy, Portugalczycy, Holendrzy, Anglicy i Francuzi. W 1657 roku miasto odwiedził także polski misjonarz Michał Boym. Handlowano ryżem, przyprawami, drewnem i skórami. Ajutthaja zachowała niezależność aż do 1767/1768 roku, kiedy została zrujnowana przez wojska birmańskie. Opuszczone miasto powoli zarosło dżunglą, jednak tutejszy styl architektoniczny był inspiracją dla budowniczych pałaców w Bangkoku.

## Współczesność
Dzisiejsza Ajutthaja jest ważnym portem ze względu na położenie w delcie rzeki Menam, leży w regionie słynącym z rybołówstwa. Miasto jest też ośrodkiem handlowym (w tym regionie uprawia się kukurydzę, ryż, tytoń), przemysłowym (branża drzewna, spożywcza, tytoniowa), a przede wszystkim turystycznym. Ponadto jest centrum rzemiosła artystycznego (wyroby ze srebra).

## Zabytki
- muzeum
- ruiny pałaców
- Park historyczny Ajutthaja — kompleks świątynny ze stupami i klasztorami (Wat Phra Sri Sanphet, Wat Mahathat, Wat Chai Watthanaram)
- kamienne posągi siedzącego Buddy